# فرانکنشتاین (فیلم ۱۹۹۲)
فرانکنشتاین (انگلیسی: Frankenstein) یک فیلم ترسناک است که در سال ۱۹۹۲ منتشر شد. از بازیگران آن می‌توان به رندی کواید، جان میلز و لمبرت ویلسون اشاره کرد.